# Боровцы (Барановичи)
Боровцы́ (бел. Бараўцы) — микрорайон города Барановичи Брестской области Беларуси, до 2012 года — деревня Новомышского сельсовета Барановичского района Брестской области.
В 2012 году деревня Боровцы была включена в состав города Барановичи.

## География
Находится в западной части Барановичей, на левом берегу реки Мышанка, на расстоянии 6,5 км (10 км по автодорогам) от центра города. Неподалёку находится железнодорожная станция Боровцы.

## История
Деревня Боровцы обозначена на карте Шуберта первой половины XIX века. Принадлежала Радзивиллам.
По переписи 1897 года — деревня Новомышской волости Новогрудского уезда Минской губернии, 16 дворов. В 1909 году — 39 дворов.
С 1921 года — в составе Польши, в гмине Новая Мышь Барановичского повета Новогрудского воеводства. По переписи 1921 года в деревне проживал 101 человек (58 мужчин, 43 женщины) в 18 жилых зданиях, из них 72 белоруса и 29 поляков (по вероисповеданию — 86 православных и 15 римских католиков).
С 1939 года в составе БССР. С 15 января 1940 года в Новомышском районе Барановичской, с 8 января 1954 года Брестской областей. 8 апреля 1957 года район переименован в Барановичский. С конца июня 1941 по 8 июля 1944 года была оккупирована немецко-фашистскими захватчиками.
С 12 октября 1940 года по 17 ноября 1959 года деревня входила в состав Балабановичского сельсовета, затем до 22 марта 1962 года — в составе Полонковского сельсовета, затем передана Новомышскому сельсовету.
В конце 1990-х годов действовал магазин.
Указом от 9 июля 2012 года деревня вошла в состав города Барановичи, а 20 октября того же года она была упразднена.

## Население
| Численность населения (по переписям) | Численность населения (по переписям) | Численность населения (по переписям) | Численность населения (по переписям) | Численность населения (по переписям) | Численность населения (по переписям) | Численность населения (по переписям) |
| 1897                                 | 1909                                 | 1921                                 | 1939                                 | 1970                                 | 1999                                 | 2009                                 |
| ------------------------------------ | ------------------------------------ | ------------------------------------ | ------------------------------------ | ------------------------------------ | ------------------------------------ | ------------------------------------ |
| 229                                  | ↗282                                 | ↘101                                 | ↗199                                 | ↘197                                 | ↘136                                 | ↘77                                  |

## Известные уроженцы
Родина дважды Героя Советского Союза Сергея Ивановича Грицевца.